# Navenne
 Navenne  es una población y comuna francesa, situada en la región de Franco Condado, departamento de Alto Saona, en el distrito de Vesoul y cantón de Vesoul-Est.

## Demografía
| 1195 | 1419 | 1597 | 1533 | 1629 | 1641 | 1808 |
| Para los censos de 1962 a 1999 la población legal corresponde a la población sin duplicidades (Fuente: INSEE [Consultar]) |      |      |      |      |      |      |